# 島戸一臣
島戸 一臣（しまど かずおみ、1936年 - ）は、日本の実業家、詩人。
朝日ネットの設立者で、元会長。

## 来歴
大学の教養課程で西脇順三郎の講義を受ける。経済学部に進み、久武雅夫（数理経済学）のゼミに在籍した。大学卒業後、朝日新聞社で資金課長、電子計算室長、システム統括補佐を務める。
1990年4月、パソコン通信の会社「アトソン」を設立して社長に就任する。同社は後に「朝日ネット」に改称した。1996年1月に朝日新聞社を退職後は朝日ネットの経営にかかわったが、2008年5月に同社の特別顧問を退任した。
朝日ネット退社後に複数の詩集を刊行している。

## 著作

### ビジネス書
- 『テクノ・パパのウルトラOA』朝日新聞社、1982年9月
- 『ビジネス革命の明日 情報爆発に勝つ50の知恵』朝日新聞社、1983年3月
- 『コンピューター早わかり百科』新潮社、1982年9月
- 『テレコム社会のビジネスチャンス』朝日新聞社、1985年9月
- プロトコルハンドブック編集委員会編『新プロトコルハンドブック』朝日新聞社、1994年10月

### 随筆
- 『新・青べか物語』朝日新聞社、1990年10月
- 『へちま亭のげんこつ』朝日ネット、2004年5月
- 『へちま亭のあきない』朝日クリエ、2008年3月

### 詩集
※筆名は「山川三多」。
- 『ざまぁみろ』敬文舎、2012年7月
- 『産み出す力』敬文舎、2013年5月
- 『戸口ニ立ツ』敬文舎、2014年1月
- 『昼のビール = La bière du midi』エディション・エフ、2015年6月
- 『水平線 = L'horizon』エディション・エフ、2016年6月